# Павлинино
Павлинино — посёлок в Зеленоградском районе Калининградской области. Входит в состав Переславского сельского поселения.

## Население
| 2002 | 2010 |
| ---- | ---- |
| 276  | ↘263 |

## История
Населенный пункт Доммелькайм в 1946 году был переименован в поселок Павлинино.